# Le canzoni che cantava mammà
Le canzoni che cantava mammà è il sedicesimo album di Nino D'Angelo, pubblicato nel 1988.
Arrangiamenti: Nuccio Tortora

## Tracce
Musiche di Nuccio Tortora.
1. Lazzarella (Pazzaglia - Modugno)
2. Tu si na cosa grande (Gigli - Modugno)
3. Canzona bella (Russo - Di Capua)
4. 'A sunnambula (Pisano - Alfieri)
5. Indifferentemente (Martucci - Mazzocco)
6. Tu vuò fa l'americano (Nisa - Carosone)
7. Reginella (Bovio - Lama)
8. Guaglione (Nisa - Fanciulli)
9. Voce 'e notte (Nicolardi - De Curtis)
10. Nanassa (Martucci - Mazzocco)